# Schepjes
Schepjes (Philinidae) zijn een familie van kleine tot middelgrote weekdieren uit de klasse van de Gastropoda (slakken) en de orde Cephalaspidea. Deze roofslakken, die wereldwijd worden gevonden, worden gekenmerkt door een dunne binnenschaal. Tot de schelpjes-familie behoren onder andere het Gewoon schepje, het Ketting-schepje, het Gestippeld schepje en het Gezaagd schepje.

## Geslachten
- Globophiline Habe, 1958
- Hermania Monterosato, 1884
- Philine Ascanius, 1772
- Spiniphiline Gosliner, 1988
- Yokoyamaia Habe, 1950